# Massutmaning
Massutmaning, med undertiteln Ekonomisk politik mot utanförskap och antisocialt beteende, är en populärvetenskaplig debattbok från februari 2017 författad av nationalekonomen Tino Sanandaji utgiven på eget förlag. Boken redogör i siffror, med statistik och sammanställning av forskning, men även med egna policyförslag, för författarens syn på följderna av Sveriges invandringspolitik från de senaste decennierna. Bokens titel anspelar på både orden "massinvandring" som invandrarkritiska debattörer använder, och "utmaning" som en pik till de som i debatten använder ordet på de problem som Sverige ställts inför. Boken har översatts till norska ("Masseutfordring") och nya översättningar förväntas komma till danska och engelska.  I september 2017 släpptes en ljudboksversion uppläst av skådespelaren Mats Eklund.

## Innehåll
Bakgrunden till boken presenteras med att konstatera att, enligt Sanandaji, Sveriges samhällsproblem i allt högre utsträckning blivit koncentrerade till den del av befolkningen med invandrarbakgrund, trots att många i Sverige önskar att integrationen skulle ha lyckats bättre. Detta exemplifieras med att utrikes födda och andra generationens invandrare står för 17 respektive 5 procent av befolkningen, men utgör 53 procent av de med långa fängelsestraff samt 54 procent av de arbetslösa och 60 procent av utbetalda socialbidrag. Sanandaji skiljer på orden "utmaning" och "problem" där Sanandaji menar att utmaning har blivit en eufemism för att framställa svårlösta samhällsproblem som mer överkomliga och distrahera från de underliggande problemen. Sanandaji driver därför tesen att den svenska invandringssituationen inte bara är en utmaning, utan ett problem.
Boken är uppdelad i 20 kapitel för olika aspekter av invandringssituationen. Inledningen ägnas åt att redogöra för invandringens omfattning, för att sedan i resten av boken i huvuddrag fokusera på de kort- och långsiktiga ekonomiska konsekvenserna samt brottsligheten och segregationen. I kapitel 19 presenterar Sanandaji 25 förslag som skulle kunna förbättra situationen. I kapitel 20 avhandlar författaren den än mer komplexa frågan om kulturell och nationell integration med referenser till den amerikanska modellen ("smältdegel") och den svenska ("mångkultur").

## Finansiering, spridning och kontroverser
Boken gick under arbetsnamnet En moralisk stormakt och planerades att släppas i augusti 2015. Finansieringen skedde via gräsrotsfinansiering på Kickstarter där boken slog finansieringsrekordet för svenska projekt inom publicering på Kickstarter med en totalsumma på 632 205 kronor. Rekordet slogs därefter i november 2017 av Sanandajis efterföljande bok Tio tusen miljarder och beloppet 802 070 kronor.
Vid lanseringen toppade boken både Adlibris och Bokus försäljningslistor och den första upplagan tog snabbt slut. Den 1 februari 2017 bjöds Sanandaji in till Riksdagen av riksdagsledamöterna Staffan Danielsson (C) och Jan Ericson (M) för att presentera boken. Vid ytterligare en gräsrotsfinansieringskampanj på Indiegogo lyckades kampanjen samla ihop sitt mål om 70 000 kronor för att kunna skicka ett exemplar av boken till varje riksdagsledamot.
Botkyrka bibliotek, och initialt även Ekerö bibliotek, valde att inte köpa in boken, trots det stora intresset för den. En bibliotekarie i Ekerö angav motiveringen att de inte köper in böcker som "stöder rasism, manar till förföljelse eller på annat sätt strider mot de mänskliga rättigheterna", och biblioteket i Botkyrka svarade att boken skulle vara "baserad på selektivt vald statistik". Ekerö bibliotek, som mötts av starka reaktioner, köpte senare in boken som ett undantag mot tumregeln att vänta på att BTJ:s faktagranskning av boken, som man följt vid det första beslutet. Justitieombudsmannen (JO) fattade senare beslut att de bibliotek som nekat inköp och fjärrlån av böcker och bland annat hänvisat till att böckerna kunde uppfattas som främlingsfientliga stred mot bibliotekslagens krav på fri åsiktsbildning och grundlagens objektivitetsprincip.
Den norska översättningen av boken mottogs av Norges invandrings- och integrationsminister Sylvi Listhaug vid hennes Sverigebesök 29 augusti 2017 där ett möte med Sanandaji ingick. Resan uppmärksammades i media, och särskilt ett besök i Rinkeby kritiserades av Stockholms finansborgarråd Karin Wanngård i en debattartikel i Aftenposten, där Wanngård menar att Listhaug väljer att se Rinkeby som ett problemområde istället för att lyfta de positiva satsningarna. Den svenska migrationsministern Heléne Fritzon valde därför att ställa in mötet med Listhaug samma förmiddag.

## Kritik
Boken beskrevs överlag av kritiker som ett sakligt, pedagogiskt och viktigt inlägg i invandringsdebatten. I tidskriften Respons skrev Håkan Boström, doktorand i ekonomisk historia vid Uppsala universitet, att boken bidrar till "en mer saklig debatt inom ett mycket infekterat område", där han menar att vänstern ofta kopplat samman en problematisering med främlingsfientlighet och rasism, och borgerligt näringsliv sett invandringen som en möjlighet till ökad liberalisering. Bland de mer negativa kritikerna fanns kriminologen Jerzy Sarnecki som skrev att statistiken som presenteras i boken är korrekt återgiven, men felaktigt tolkad. När det exempelvis kommer till vissa invandrargruppers överrepresentation i brottsstatistiken argumenterar Sanandaji att den totala brottsligheten hade varit lägre utan invandring, medan Sarnecki istället menar att det vore hypotetiskt möjligt att de nya invandrarna tar de tidigare brottsbenägna lägre sociala skiktens plats i samhället och på så sätt förskjuter kriminaliteten. Som respons menar Sanandaji att Sarnecki att ger en förenklad bild då den ökade invandringen i praktiken inneburit en ökad underklass. Sarnecki blir själv också kritiserad kring socioekonomiska faktorer i boken.
Hans Lööf (ledare för kampanjen #vinnvandring samt professor i nationalekonomi) och Gustav Martinsson (lektor i finansiell ekonomi) vid Kungliga Tekniska högskolan skrev ett debattinlägg i Svenska Dagbladet. De kritiserade kraftigt bokens källhantering. Sanandaji anklagades för att aktivt vilseleda läsaren och inte ge en korrekt återgivning av forskningsläget, vilket Lööf och Martinsson exemplifierade genom att ta upp ett antal källor och hur de använts. De kritiserade också boken för att, enligt dem, fyra av fem källhänvisningar inte hämtats från vetenskapligt granskad litteratur. Inlägget delades på Twitter bland annat av inrikesminister Anders Ygeman. I sin replik försvarade Sanandaji användningen av de exemplifierade källorna och menade istället att minst 60 % av alla referenser var till forskning, officiell statistik och myndighetsrapporter, samt att övriga 40 % fortfarande var gedigna källor. Sanandaji poängterade även att påståendet att fyra av fem källor skulle vara ovetenskapliga baserades på att Lööf och Martinsson använt databasen Scopus som är långt ifrån komplett.
Både nationalekonomerna Assar Lindbeck och Erik Lindqvist, vid Stockholms universitet respektive Handelshögskolan i Stockholm, försvarade även Sanandaji i Svenska Dagbladet och avfärdade anklagelserna om bristfällig källhantering och vidhöll att forskningsläget återgivits på ett tillfredsställande sätt. I sin slutreplik insisterade dock Lööf och Martinsson fortfarande på att boken inte använde en tillräckligt vetenskaplig källhantering för att underbygga de slutsatser som görs i boken.